# Aoki Ryūsei SPT Layzner
Aoki Ryūsei SPT Layzner (jap. 蒼き流星SPTレイズナー Aoki Ryūsei Esu Pī Ti Reizunā), znany też pod tytułem Blue Comet SPT Layzner – japoński serial anime wyprodukowany przez studio Sunrise w 1985 roku i stworzony przez Ryōsuke Takahashiego. Emitowany był na kanale Nippon Television od 3 października 1985 do 26 czerwca 1986. Ze względu na przerwanie emisji liczba odcinków z planowanych ok. 50 zmniejszyła się do 38. Po premierze serialu wydane zostały trzy filmy OVA, z których pierwsze dwa przedstawiają historię z serialu, a trzeci stanowi rozszerzoną wersję ostatniego odcinka.

## Fabuła
Akcja kreskówki rozgrywa się w roku 1996. Ludzkość osiągnęła poziom umożliwiający jej dalekie podróże kosmiczne oraz osiedlanie się na innych planetach. Jednakże między USA i ZSRR nadal trwa zimna wojna, która przybrała teraz wymiar kosmiczny powodując, że widmo konfliktu nuklearnego przeraża zarówno ludzi mieszkających na Ziemi, jak i w kosmosie. Tymczasem ONZ wysyła na Marsa grupę nastolatków mających uczestniczyć w pokojowym programie zwanym Klubem Kultury Kosmicznej. Niestety placówka ONZ na Marsie zostaje zaatakowana przez mechy SPT należące do kosmicznej rasy  humanoidów zwanej Grados, której celem jest podbicie Układu Słonecznego. Spośród Klubu atak przetrwało tylko 6 osób. Na ratunek im przybywa jeden z mechów kosmitów, którego pilotuje ich zdrajca – pół-Ziemianin, pół-Gradosianin Null Albatro Eiji Asuka. Będący pacyfistą Eiji kradnie wyposażonego w sztuczną inteligencję eksperymentalnego mecha o nazwie Layzner i postanawia wykorzystać go w obronie Ziemi. Celem Eijiego i członków Klubu jest powrót na ojczystą planetę i uświadomienie wojującym na Ziemi stronom o poważnym zagrożeniu dla ludzkości ze strony kosmitów.

## Obsada głosowa
- Eiji Asuka: Kazuhiko Inoue
- Anna Stephanie: Hiroko Emori
- Roanne Demitrich: Katsumi Toriumi
- David Rutherford: Hideyuki Umezu
- Arthur Cummings: Yūji Shikamata
- Simone Reflann: Fumi Hirano
- Elizabeth Clabery: Keiko Toda
- Julia Asuka: Mari Yokoo
- Ru Kain: Kaneto Shiozawa
- Grecso: Takeshi Watabe
- Gosterro: Masashi Hirose
- Karla Egiel: Run Sasaki
- Ahmos Gale: Hideyuki Hori